# Chester W. Nimitz

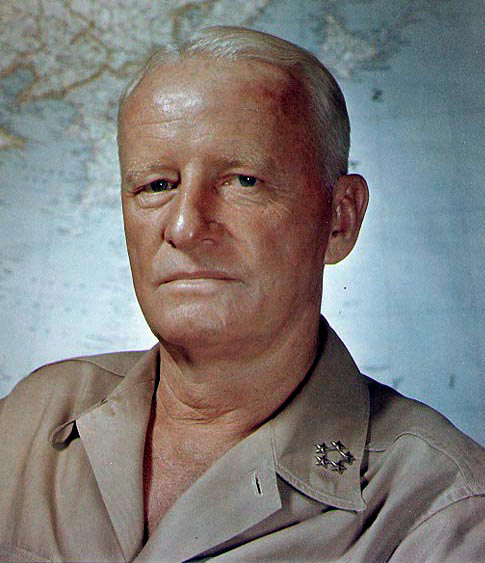
Chester W. Nimitz als 5-Sterne-Admiral, um 1945

Chester William Nimitz, Sr. (* 24. Februar 1885 in Fredericksburg, Texas; † 20. Februar 1966 auf Yerba Buena Island, Kalifornien) war während des Zweiten Weltkriegs Fleet Admiral der US Navy und Oberbefehlshaber der alliierten Marineeinheiten im Pazifikkrieg.

## Biografie

### Familie
Nimitz wurde im von deutschen Siedlern (Deutschtexaner) des sog. Vereins zum Schutze deutscher Auswanderer (auch Texasverein, Mainzer Adelsverein) im Jahre 1846/47 gegründeten Fredericksburg in Texas geboren, einer Stadt mit heute noch starker deutsch-texanischer Tradition. Sein Großvater Karl Heinrich (später Charles Henry) Nimitz, ein gebürtiger Bremer und früherer Seemann, führte dort ein kleines Hotel, das Nimitz Hotel – heute Teil des Nimitz State Historical Park. Chesters Vater, der Viehhändler Chester Bernard Nimitz, war fünf Monate vor Chesters Geburt gestorben, und so musste ihn seine Mutter Anna Henke mit Hilfe des Großvaters, der dem Kind den Vater ersetzte, großziehen. Zu Hause wurde ausschließlich Texasdeutsch gesprochen, in der Schule Englisch.
Nimitz hatte ein sehr enges Verhältnis zu seinem Großvater und bezeichnete ihn öfter als „wichtigsten Mann in seinem Leben“. 1890 heiratete die Mutter den Bruder ihres verstorbenen Mannes, William, und hatte mit ihm noch zwei weitere Kinder, Otto und Dora. Da es der Familie Nimitz finanziell nicht gut ging, arbeitete Chester vom achten Lebensjahr an nach der Schule und an den Wochenenden als Botenjunge und später als Hoteldiener am Empfang des elterlichen St. Charles Hotel in Kerrville.
Nimitz heiratete 1913 in Wollaston, Massachusetts, Catherine Vance Freeman, Tochter von Richard Rich Freeman, Jr. und Mary Turner Manson aus Wollaston. Beide hatten vier Kinder, drei Töchter und einen Sohn: Catherine Vance „Kate“ (1914–2015), Chester William „Chet“ (1915–2002), Anna Elizabeth „Nancy“ (1919–2003), Mary Manson (1931–2006), als Dominikanerin Sister Mary Aquinas
Chester W. Nimitz Jr. wurde Marineoffizier und U-Bootmann. Er wurde 1957 Konteradmiral. 1969 bis 1980 war er Vorstandsvorsitzender von PerkinElmer.

### Ausbildung

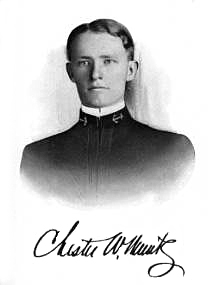
Nimitz als Seekadett
(Foto: The Lucky Bag of 1905)

Da seine Eltern ihm den Besuch einer höheren Schule nicht finanzieren konnten, bewarb Chester sich um eine Zulassung zur Militärakademie in West Point. Als diese vorläufig nicht zu bekommen war, bewarb er sich um den Ausbildungsplatz an der Marineakademie in Annapolis, den der Kongresswahlkreis Nr. 12 in Texas für den Kadettenjahrgang 1901 zu vergeben hatte, und wurde angenommen. Daraufhin verließ er die High School ohne Abschluss. Erst Jahrzehnte später, als er schon Flottenadmiral war, erhielt er sein High-School-Abschlusszeugnis.
An der Akademie war Nimitz einer der besten Schüler seines Jahrgangs, vor allem in Mathematik und Sport, und graduierte als Siebtbester von 114 Absolventen des Abschlussjahrgangs 1905. Im Akademie-Jahrbuch Lucky Bag wird ihm eine sichere Zukunft („A man he seems of cheerful yesterdays and confident tomorrow“ – William Wordsworth, The Excursion, 1814) vorausgesagt.

### Erste Jahre als Seeoffizier
Zum Midshipman ernannt ging er in San Francisco an Bord der USS Ohio, dem Flaggschiff der Asienflotte, und fuhr die nächsten vier Jahre in asiatischen Gewässern. Im September 1906 wechselte er auf die USS Baltimore und wurde am 31. Januar 1907, nach Ablauf der vorgeschriebenen zwei Jahre auf Fahrt, zum Leutnant zur See (Ensign) befördert. Er blieb in Asien und erhielt das Kommando über das ehemals spanische Kanonenboot USS Panay und über die Marinestation in Polloc, Mindanao. Danach wurde er, mit nur 22 Jahren ungewöhnlich früh, Kommandant des 420-Tonnen-Zerstörers USS Decatur. Am Abend des 7. Juli 1908 erfuhr seine Karriere einen empfindlichen Einbruch, als sein Schiff bei der Einfahrt in den Hafen von Batangas City auf Grund lief. Zwar konnte die Decatur am nächsten Tag wieder freigeschleppt werden, doch Nimitz wurde vor ein Militärgericht gestellt, schuldig gesprochen und gerügt; außerdem verlor er sein Kommando und wurde in die Vereinigten Staaten zurückbeordert.

### Wechsel zur U-Boot-Flotte
Wegen des Decatur-Zwischenfalls erhielt Nimitz nicht die begehrte und karrierefördernde Verwendung auf einem Schlachtschiff, sondern wurde stattdessen im Januar 1909 zur eben erst entstehenden U-Boot-Flotte abkommandiert – zu den pigboats, auf die jeder Marineoffizier, der etwas auf sich hielt, nur mit Verachtung herabsah. Nimitz selbst beschrieb die U-Boote dieser Zeit später als „eine Kreuzung aus einer Jules-Verne-Fantasie und einem buckligen Wal“, und Peter Maas zitiert in seinem Buch The Fateful Hours (New York, 1999) den Kapitän des Schlachtschiffs USS Oklahoma mit den Worten: „Nur der Abschaum der Marine dient auf U-Booten.“

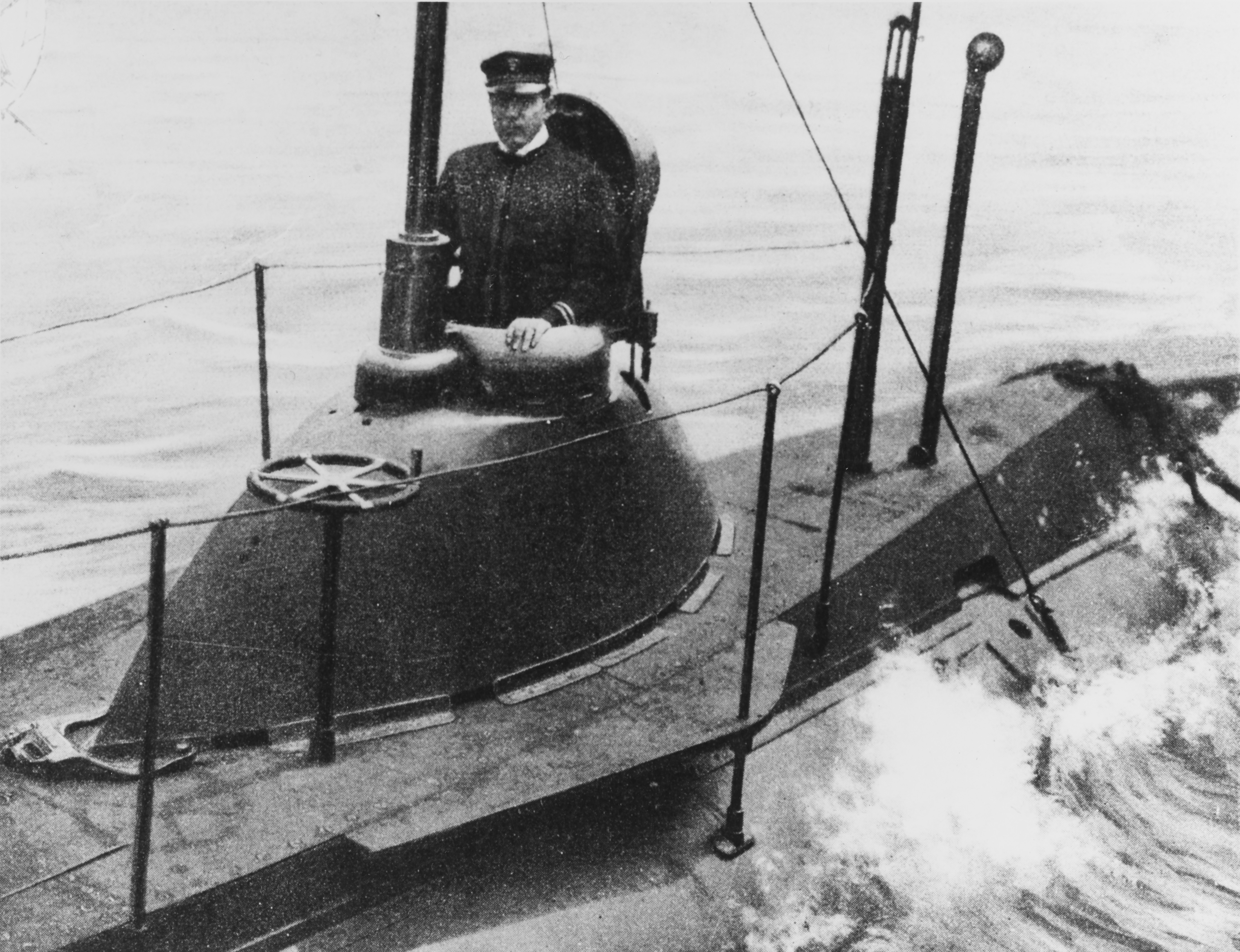
Die USS Plunger, Nimitz' erstes U-Boot
(zeitgenössische Postkarte)

Nimitz fand sich schnell mit seiner Situation ab und wurde während der nächsten Jahre bei dieser sich schnell entwickelnden Waffengattung zum überzeugten U-Boot-Mann. Nach vier Jahren Fahrt auf verschiedenen U-Booten war er Experte für Unterwassereinsätze, eine Erfahrung, die sich im Pazifikkrieg, als die Zerstörung der japanischen Handelsmarine durch U-Boote entscheidend zur japanischen Kapitulation beitrug, als sehr wertvoll erweisen sollte.
Sein erstes U-Boot war die Plunger, danach die Snapper (2. Februar 1910), die Narwhal (18. November 1910) und die Skipjack (1912). Im Mai 1909 wurde Nimitz kommandierender Offizier der 1. U-Boot-Flottille und 1910 zum Oberleutnant zur See (Lieutenant Junior Grade) und am selben Tag zum Kapitänleutnant (Lieutenant) befördert, er hatte somit einen Dienstgrad übersprungen. Im Oktober 1911 wurde er Kommandeur der 3. U-Boot-Flottille im Atlantik und hielt 1912 an der Marineakademie einen Vortrag über die Möglichkeiten der Kriegführung mit U-Booten. Dieser Vortrag wurde zwar veröffentlicht, blieb aber ohne nennenswerte Resonanz (Defensive and Offensive Tactics of Submarines, 1912). Im selben Jahr wurde Nimitz mit der silbernen Lebensrettungsmedaille ausgezeichnet, weil er den über Bord gegangenen Fireman second class W.J. Walsh USN vor dem Ertrinken gerettet hatte.
Während der Zeit bei der U-Boot-Flotte entwickelte sich Nimitz auch zum Fachmann für Dieselmotoren, die eben erst in die Marine eingeführt wurden. Nach ihrer Indienststellung im Februar 1912 hatte er das Kommando über die USS Skipjack (E-1) erhalten, das erste dieselgetriebene U-Boot der Marine, deren Ausrüstung in Boston, Massachusetts, er selbst überwacht hatte, und war dann im Mai 1913 mit der Überwachung des Baus der Dieselmotoren für den Tanker USS Maumee bei der New London Ship and Engine Building Company in Groton, Connecticut, beauftragt worden, des ersten Überwasserschiffs der Marine mit Dieselantrieb. Wegen dieser Erfahrungen und weil er Deutsch sprach, wurde er 1913 nach Europa abkommandiert, um dort seine Kenntnisse über Dieselmotoren zu vertiefen.
Nimitz besuchte in Begleitung seiner Frau, Catherine Vance Freeman, die er im April geheiratet hatte, und einer kleinen Gruppe weiterer Marineoffiziere Dieselmotorenhersteller in Deutschland (M.A.N. in Nürnberg) und Gent und vertiefte sich in das Studium der Motoren. Nach seiner Rückkehr war er die führende Autorität der US Navy auf diesem Gebiet und wurde daher 1. Offizier und Chefingenieur auf der Maumee, die im Oktober 1916 in Dienst gestellt wurde.
Nimitz und der Kapitän der Maumee, Henry C. Dinger, entwickelten in den folgenden Monaten eine Möglichkeit, Schiffe auf hoher See auftanken zu können. Mit dieser neuartigen Technik machte die Maumee die Entsendung von ölgetriebenen Zerstörern über den Atlantik möglich.

### Erster Weltkrieg
Nachdem Nimitz den Eintritt der Vereinigten Staaten in den Ersten Weltkrieg (6. April 1917) noch an Bord der Maumee erlebt hatte, kehrte er im August 1917 zur U-Boot-Flotte zurück, wurde zum Korvettenkapitän (Lieutenant Commander) befördert und zunächst Ingenieur-Stabsoffizier und dann im Februar 1918 unter Beförderung zum Fregattenkapitän (Commander) Chef des Stabes beim U-Boot-Befehlshaber der Atlantik-Flotte (Commander, Submarine Force U.S. Atlantic Fleet, COMSUBLANT), Kapitän zur See Samuel Robison, der sein lebenslanger Freund und Mentor werden sollte. In dieser Funktion reiste er nach Kriegsende mit Robison durch Europa, um die deutschen und britischen U-Boote zu studieren.

### Zwischenkriegszeit
Am 16. September 1918 wurde Nimitz zum Stab des Chief of Naval Operations, der obersten militärische Führungsebene der Marine, versetzt und am 25. Oktober zusätzlich Mitglied des Board of Submarine Design. Hier war er an der Planung der nächsten U-Boot-Generation beteiligt.
1919 erhielt er dann doch noch sein Kommando auf einem großen Schlachtschiff und wurde 1. Offizier auf der USS South Carolina, die als Truppentransporter amerikanische Soldaten aus Frankreich in die Vereinigten Staaten zurückführte. Die South Carolina war zwar das älteste Kriegsschiff der Navy und wurde zwei Jahre später außer Dienst gestellt, aber in der Zeit nach dem Krieg war der Überhang an Seeoffizieren so groß, dass es schwierig war, überhaupt das für die Beförderung zum Kapitän unabdingbare Kommando über ein größeres Schiff zu bekommen. Entsprechend kurz waren daher auch die Stehzeiten. Nach etwas weniger als einem Jahr kehrte Nimitz erneut zur U-Boot-Waffe zurück und wurde als Kommandeur der U-Boot-Abteilung 14 (COMSUBDIV 14) in Pearl Harbor, Hawaii, mit dem Aufbau der dortigen U-Boot-Station beauftragt.
Nach einem Jahr als Student am Naval War College in Newport, Rhode Island, (1922), in dem er sich besonders mit den taktischen Erfordernissen eines Seekriegs im Pazifik befasst hatte, ging Nimitz wieder als Stabsabteilungsleiter und technischer Offizier zu seinem Mentor Robison, jetzt Admiral und Commander Battle Forces. Als dieser 1925 Commander-in-Chief, U.S. Fleet (CINCUS) wurde, das zweithöchste operative Marinekommando, nahm er Nimitz mit.
Nimitz verlor in dieser Zeit einen Teil seines Ringfingers bei einem Unfall an einem Dieselmotor. Der Rest des Fingers – und damit seine Karriere – wurde nur gerettet, weil das Getriebe an seinem Akademie-Ring steckenblieb. Er erlitt auch eine schwere Ohrenentzündung, die ihn schwerhörig machte. Er kompensierte dies, indem er den Leuten von den Lippen las.
1933 wurde Nimitz zum Kapitän des Schweren Kreuzers Augusta ernannt, der wenig später Flaggschiff der Asienflotte wurde. Von 1935 bis 1938 diente er als Assistant Chief des Bureau of Navigation in Washington, D.C. und wurde anschließend zum Konteradmiral (Rear admiral) befördert. Nachdem er zeitweilig eine Kreuzer- und eine Schlachtschiffdivision der Battle Fleet befehligt hatte, wurde er im Juni 1939 Leiter des Bureau of Navigation.

### Zweiter Weltkrieg

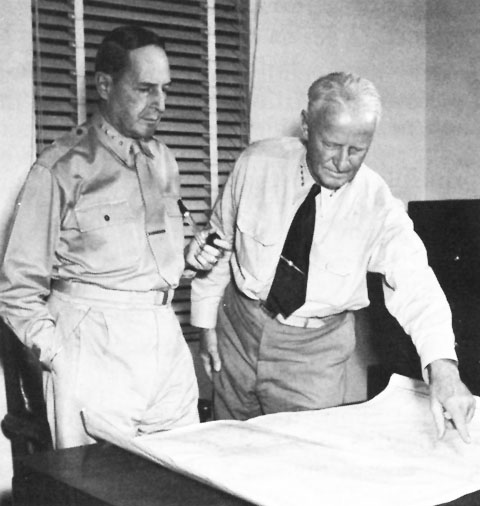
Douglas MacArthur (li.) und Nimitz

Auf Vorschlag von Marineminister Frank Knox wurde er am 31. Dezember 1941 zum Oberbefehlshaber der Pazifikflotte (CinCPAC) im Rang eines Admirals ernannt. Dadurch übersprang er mit dem Vizeadmiral zum zweiten Mal eine Rangstufe. In einer kurzen Ansprache versprach Nimitz, keine Anstrengung zu vermeiden, um den Krieg nach den Niederlagen von Pearl Harbor und Wake doch noch für die USA entscheiden zu können.
Tatsächlich versuchte Nimitz mit verschiedenen Maßnahmen, die Moral der Truppe wieder zu stärken. Dies zeigte sich beispielsweise, indem er Admiral Kimmel nicht für das Desaster in Pearl Harbor verantwortlich machte und ihn nicht entließ.

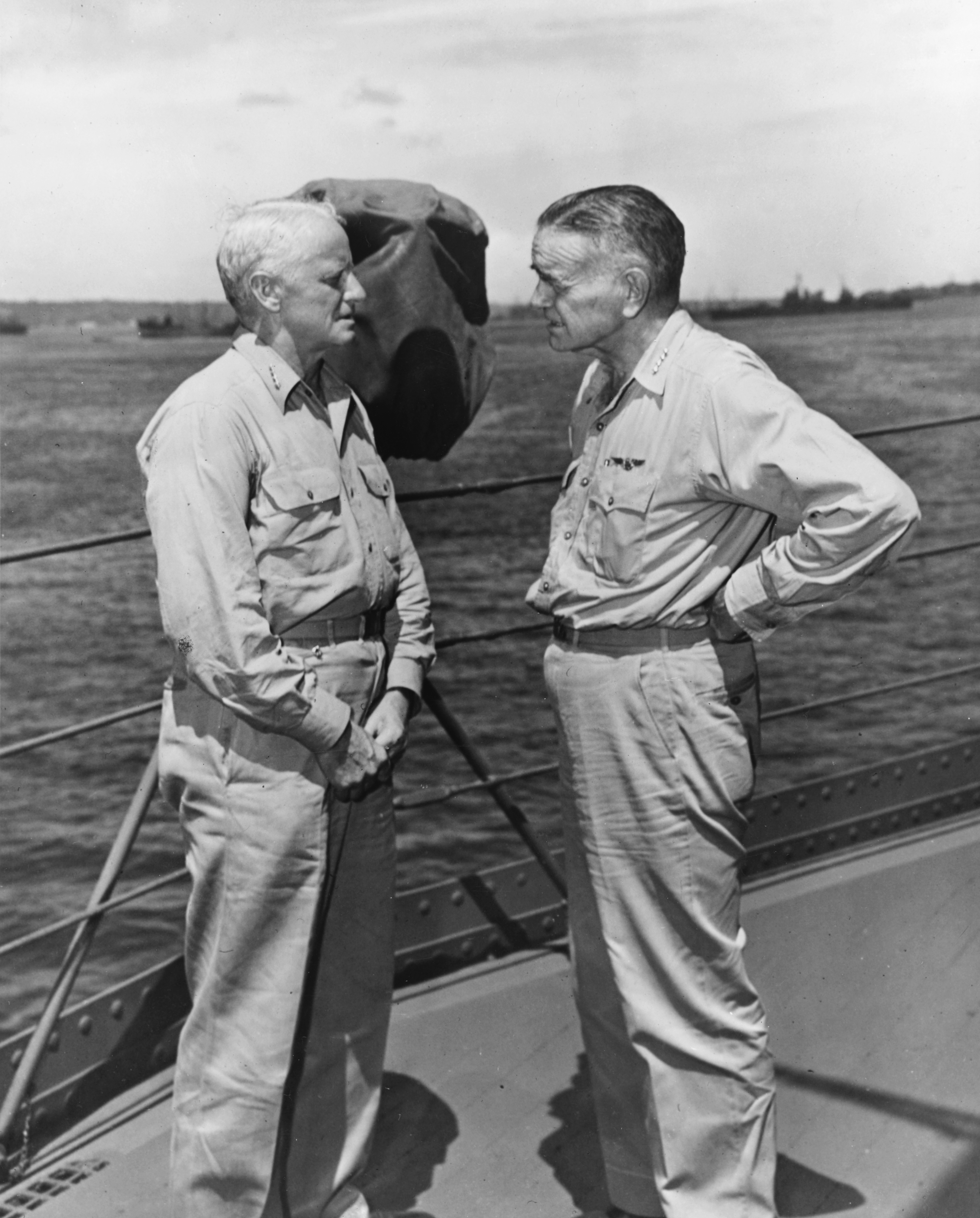
Admirale Nimitz und Halsey (1943)

Bei der Bildung des Hauptquartiers Pacific Ocean Areas im Mai 1942 wurde Nimitz zu dessen Oberbefehlshaber (CinCPOA) ernannt. Ihm unterstanden somit alle in diesem Gebiet eingesetzten See-, Luft- und Landstreitkräfte der Alliierten.
Ab 1942 leitete Nimitz von seinem Hauptquartier auf Hawaii aus diverse Überraschungsangriffe gegen von Japan besetzte Gebiete und konnte die kaiserlichen Truppen mit den Schlachten im Korallenmeer und auf Midway langsam wieder zurückdrängen. Die schweren Verluste bei den japanischen Flugzeugträgern bei Midway schwächten sie dauerhaft.
Nimitz und sein Vorgesetzter Admiral Ernest King, der Chef der Marineabteilung in Washington, lehnten den Plan von General Douglas MacArthur ab, über Neuguinea, die Philippinen und Formosa auf Japan vorzustoßen. Stattdessen schlugen sie einen Inselhüpfer-Plan vor, der es ihnen ermöglichen würde, den größten Teil der japanischen Streitkräfte im Zentralpazifik zu umgehen, bis sie Okinawa erreichten. Präsident Roosevelt schloss einen Kompromiss, indem er sowohl MacArthur als auch Nimitz ihre eigenen Kriegsschauplätze zuwies. Zum Missfallen der Generäle George Marshall und Dwight Eisenhower, die eine Deutschland-zuerst-Strategie bevorzugten, wurden die beiden pazifischen Schauplätze bevorzugt. King und Nimitz überließen MacArthur einige Seestreitkräfte, behielten aber die meisten Flugzeugträger. Als es jedoch an der Zeit war, eine Invasion Japans zu planen, wurde MacArthur das Gesamtkommando übertragen.
Obwohl er nicht direkt vor Ort war, konnte er auch den Verlauf der Schlacht um Guadalcanal (1942/43) beeinflussen, indem er Vizeadmiral Robert L. Ghormley im Oktober 1942 durch Vizeadmiral William F. Halsey ersetzte.
In den letzten Phasen des Krieges griffen Nimitz-Streitkräfte die Marianen an und erreichten eine weitere, entscheidende Niederlage der japanischen Flotte am 19./20. Juni 1944 in der Schlacht in der Philippinensee; Saipan, Guam und Tinian wurden erobert. Seine Flottenkräfte isolierten die feindlichen Stützpunkte der zentralen und östlichen Karolinen.
In der See- und Luftschlacht im Golf von Leyte im Oktober 1944 unter Admiral Halsey verloren die Japaner 26 Kriegsschiffe; ein überwältigender Sieg.

Fleet Admiral

Am 19. Dezember 1944 wurde Nimitz zum Fleet Admiral (Großadmiral) befördert, hatte er doch bereits vorher eine der größten Flotten geführt, die jemals zusammengestellt worden war.
Am 2. September 1945 gehörte Chester W. Nimitz neben Douglas MacArthur zu den Alliierten Befehlshabern, die die Kapitulationsurkunde der Japaner an Bord der Missouri gegenzeichneten.

### Nachkriegszeit
Nach Kriegsende wurde er Chief of Naval Operations und begann mit einer großangelegten Umstrukturierungs-, Ab- und Umrüstungskampagne der US-Marine. Er hielt das Amt von 1945 bis 1947, als er von Louis E. Denfeld abgelöst wurde.
1946 während der Nürnberger Prozesse gab Nimitz eine eidesstattliche Erklärung zur Praxis des uneingeschränkten U-Boot-Krieges ab, eine Kriegsführung, die er selbst während des Krieges im Pazifik eingesetzt hatte. Dieses war ein Grund, warum Großadmiral Karl Dönitz nur zu zehn Jahren Gefängnis verurteilt wurde.

### Ruhestand
Nimitz verließ 1947 die Marine und setzte sich in Berkeley, Kalifornien, zur Ruhe. 1966, nach seinem Tod auf Yerba Buena Island, wurde er auf dem Golden Gate National Cemetery in San Bruno bei San Francisco beigesetzt, neben Admiral Raymond A. Spruance, Admiral Richmond K. Turner und Vizeadmiral Charles A. Lockwood.

## Ehrungen und Auszeichnungen
Ehrungen

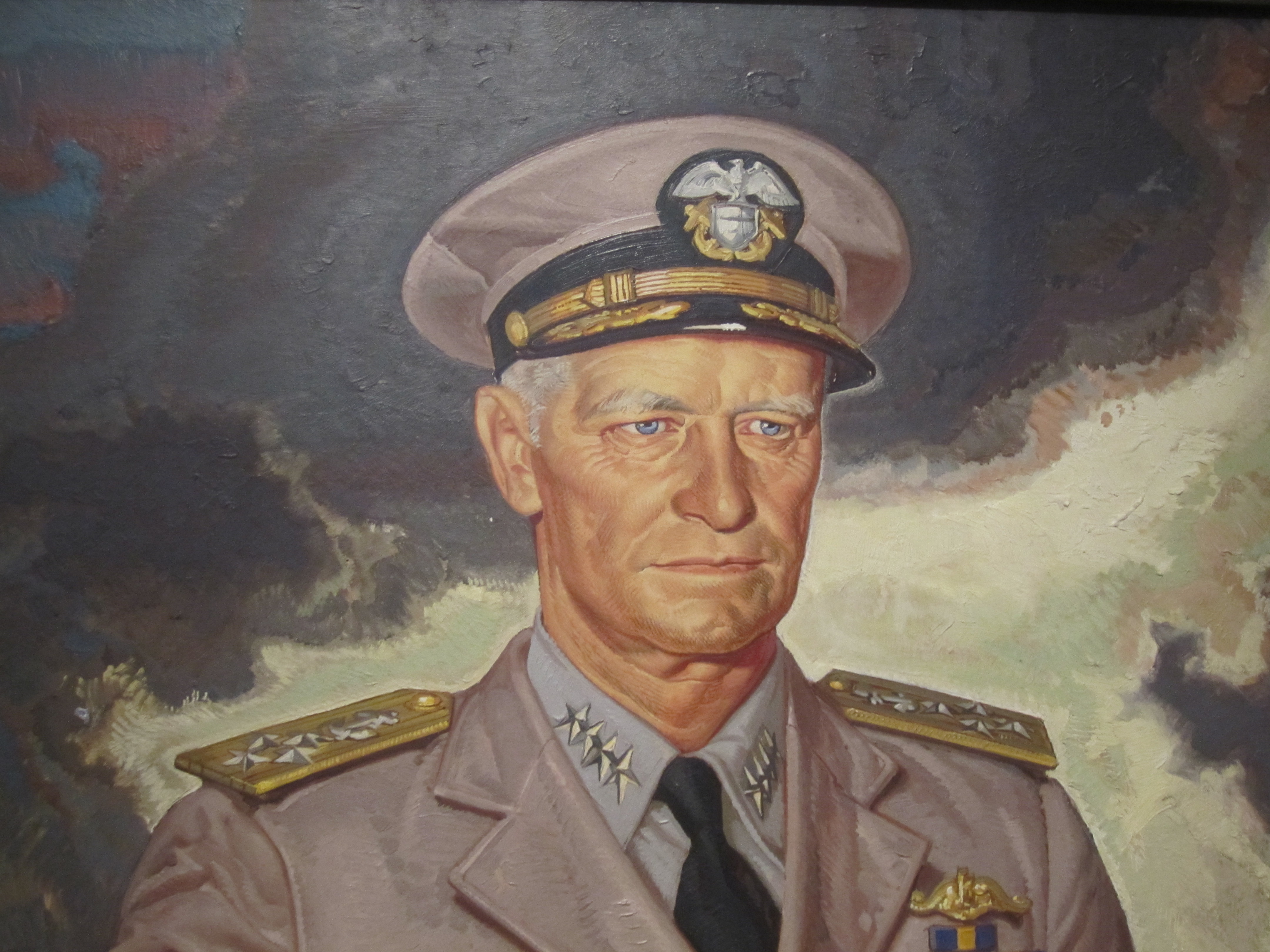
1944

- Flugzeugträger Nimitz, der erste einer ganzen Reihe von Flugzeugträgern der Nimitz-Klasse.
- Nimitz-Stiftung von 1970
- Admiral Nimitz Museum in Fredericksburg, Texas
- Nimitz Library in der Marineakademie in Annapolis, Maryland
- Nimitz Statue von Armando Hinojosa von Laredo am Eingang zu SeaWorld in San Antonio, Texas
- Fleet Admiral Chester W. Nimitz Statue auf Ford Island (Hawaii) von 2013
- Die Stadt Nimitz im Summers County, West Virginia
- Nimitz-Gletscher in der Antarktis seit 1961
- Nimitz Hill auf Guam
- Nimitz Freeway (Interstate 880) von Oakland nach San Jose und Nimitz Highway (state route 92) in Honolulu
- Weitere Institutionen, Parks, Plätze und Straßen wurden nach ihm benannt.
- In der Historischen Rangordnung der höchsten Offiziere der Vereinigten Staaten wird er auf dem 18. Rang geführt.

Auszeichnungen
Auswahl der Dekorationen, sortiert in Anlehnung der Order of Precedence of the Military Awards:
- Navy Distinguished Service Medal (4 ×)
- Army Distinguished Service Medal
- Argentinischer Orden des Befreiers San Martin
- Großkreuz des belgischen Kronenordens
- Offizier der französischen Ehrenlegion
- Großkreuz des griechischen Georgsordens
- Knight Grand Cross des britischen Bathordens
- Großkreuz des Ordens von Oranien-Nassau

## Veröffentlichungen
(als Mitherausgeber, gemeinsam mit Elmer Belmont Potter)
- Defensive and Offensive Tactics of Submarines. U.S. Naval Institute Proceedings, Dezember 1912.
- Sea Power: a Naval History. Prentice-Hall, New York 1960.
  - deutsch: Jürgen Rohwer (Hrsg.): Seemacht: Eine Seekriegsgeschichte von der Antike bis zur Gegenwart. Bernard & Graefe, München 1974, ISBN 3-88199-082-8.
- The Great Sea War: The Story of Naval Action in World War II. Bramhall House, New York 1960.
- Triumph in the Pacific: The Navy's Struggle Against Japan. Prentice-Hall, Englewood Cliffs, NJ 1963.

### Biographien
- Elmer Belmont Potter: Nimitz. Naval Institute Press, Annapolis, MD 1976, ISBN 0-87021-492-6.
- Frank A. Driskill, Dede W. Casad: Chester W. Nimitz, Admiral of the Hills. Eakin Press, Austin, TX 1983, ISBN 0-89015-364-7.
- Trent Hone: Mastering the art of command. Admiral Chester W. Nimitz and victory in the Pacific. Naval Institute Press, Annapolis, Maryland 2022, ISBN 978-1-68247-595-9.

### Bibliographie
- Ausführlichere Bibliographie, zusammengestellt von Sandhya Malladi, Bibliographer, Air University Library, Maxwell Air Force Base, Alabama

### Zeitschriftenartikel
- RADM Jerry Holland, USN (Ret.): Nimitz, The Submariner. In: Undersea Warfare. The Official Magazine of the U.S. Submarine Force. – Ausgabe 18, Frühjahr 2003 online